# Левицка, Марина
Марина Левицка (Левицкая) (англ. Marina Lewycka, укр. Марина Левицька; 1946 г. р., г. Киль, Германия) — британская писательница украинского происхождения.
Родилась в лагере для беженцев. Вскоре с семьёй переехала в Англию. Там училась в Килском университете, который окончила в 1968 году со степенью бакалавра по английскому языку и философии. В 1969 году получила степень бакалавра философии в Йоркском университете. Работала над докторской в лондонском Кингс-колледже (не завершила). До 2012 года преподавала медиа-науки в Университете Шеффилд Халлам. Замужем, живёт в Шеффилде.
Писать начала по-украински (язык, на котором говорили дома) в раннем детстве.
В 2005 году дебютировала с книгой «Краткая история тракторов по-украински» («A Short History of Tractors in Ukrainian»), на автобиографическом материале рассказывающей трогательную историю семьи украинских эмигрантов в Англии. Роман был восторженно принят публикой и критиками, был отмечен наградами и стал бестселлером, его перевели на более чем 30 языков.
В 2007 году был опубликован её второй роман, продолжение предыдущего, «Два каравана» (Two Caravans).
В 2009 году вышел третий роман «Мы все сделаны из клея» («We are all made of glue»). В 2012 году вышел четвёртый роман «Разные домашние животные: живые и мертвые» («Various Pets Alive and Dead»).
Она также выпустила ряд книг по вопросам ухода за больными и пожилыми людьми.

## Отзывы
Меньше чем за год «Краткая история тракторов по-украински» стала сенсацией в англоговорящей Европе и Америке. Не читать такие книги нельзя — острые, неоднозначные и волшебные, они расширяют горизонты понимания нашей реальности: в самом деле, невозможно даже представить, чтобы такой роман был написан ещё несколько лет назад — не говоря уже о том, чтобы он завоевал признание и критиков, и читателей мира. Роман Марины Левицкой — одна из тех немногих пока ещё книг, благодаря которым современная мировая литература выходит на новые рубежи, а «человечество, смеясь, расстается со своим прошлым». Книг, о которых не только говорят, но и спорят.— М. Немцов 
 Координатор книжной серии «Книга, о которой говорят»

## Награды и признание
- 2005 — Премия Вудхауса (англ. Bollinger Everyman Wodehouse Prize) за роман «Краткая история тракторов по-украински»
- 2005 — Роман «Краткая история тракторов по-украински», шорт-лист Литературной премии Оранж
- 2005 — Премия Saga Award for Wit за роман «Краткая история тракторов по-украински»
- 2007 — Внесена в шорт-лист Писатель года Британской книжной ассоциации (англ. British Book Awards Author of the Year)
- 2008 — Роман «Два каравана» внесён в шорт-лист Премии Оруэлла (англ. Orwell Prize)
- 2008 — Премия профсоюза писателей Society of Authors Travel Award